# مركبة إنزال هجومية
كانت مركبة الإنزال الهجومية أو زورق إنزال هجومي عبارة عن مركبة إنزال استخدمت على نطاق واسع خلال الحرب العالمية الثانية. بهدف أساسي هو نقل القوات من سفن النقل لمهاجمة الشواطئ التي يسيطر عليها العدو. المركبة مشتقة من نموذج أولي صممته شركة جون. آي ثورنيكروفت المحدودة. في وولستون، هامبشاير [الإنجليزية]، المملكة المتحدة. وقد صُنعت خلال الحرب في جميع أنحاء المملكة المتحدة في أماكن مختلفة مثل أحواض السفن الصغيرة بجانب مصنعي الأثاث.
بُني هذا الزورق الضحل الذي يشبه الصندل والذي يتألف طاقمه من أربعة أفراد، من ألواح خشبية صلبة عادةً وكان مغطى بشكل انتقائي بصفيحة مدرعة، ويمكنه نقل فصيلة مشاة مكونة من 31 جندي مع 5 جنود متخصصين إضافيين إلى الشاطئ بسرعة 7 عقدة (13 كم/ساعة) . كان الجنود يدخلون الزورق عموماً عبر المشي فوق لوح خشبي من سطح سفينة نقل الجنود بينما يتدلى الزورق بواسطة أذرع رافعة. وعند إتمام تحميله، يجرى إنزال الزورق إلى الماء. ثم يخرج الجنود من مقدمة الزورق.
كانت مركبة الإنزال الهجومية هي أكثر سفن الإنزال البريطانية والكومنولث شيوعاً خلال الحرب العالمية الثانية. كان يُشار إلى هذه المركبات بالإنجليزية باسم «Assault Landing Craft» وتختصر إلى (ALC) قبل يوليو 1942، ولكن تغير اسمها إلى «Landing Craft Assault» وتختصر إلى (LCA) بعد ذلك لتتوافق مع نظام التسمية المشترك بين الولايات المتحدة والمملكة المتحدة.
روعى في تصميم مركبة الإنزال الهجومية تزويدها بهيكل قوي، وسعة تحميل، وانعكاس ظلي منخفض، والتحرك في المياه الضحلة، ومقدمة تصدر موجات صغيرة، ومحركات صامتة وكلها مساعدات أفادت ركاب المركبة. كان لسمك درعها الخفيف، الفعال ضد طلقات البنادق وشظايا القذائف ذات القوة الباليستية المماثلة، دافعاً لاستخدامها. بجانب ذلك، كان الجنود قادرين على الجلوس، على عكس زوارق الإنزال الأخرى التي تطلب منهم الوقوف. كانت مركبات الإنزال الهجومية هي الناقل الهجومي البحري على الأرجح لقوات الكوماندوز البريطانية [الإنجليزية]، ومغاوير الجيش الأمريكي، والقوات الخاصة الأخرى طوال الحرب في المحيط الأطلسي والبحر الأبيض المتوسط والمحيط الهندي.

## وصلات خارجية
- US Navy, ALC, Assault Landing Craft prints from 1942
- US Navy, ONI 226, Allied Landing Craft and Ships, April 1944